# Retaule de Sant Marc (Bassa)
El Retaule de Sant Marc és una pintura d'estil gòtic català realitzada per Arnau Bassa el 1346. Es troba a la Col·legiata Basílica de Santa Maria de Manresa. També es coneix com el retaule de Sant Marc i Sant Anià, ja que el relat de l'obra recull la relació de sant Marc amb sant Anià, la conversió d'aquest i la seva consagració com a bisbe d'Alexandria, a la seva taula central.

## Dades de context

### Autor
Arnau Bassa, fill de Ferrer Bassa, va començar a aparèixer relacionat amb el seu pare a partir de 1345 com a component del seu taller. Aquesta és la seva obra més destacada i la que li va donar nom al mestre de Sant Marc, fins que es va poder certificar la seva autoria mitjançant un rebut de l'11 de desembre de 1346. El 1348 pare i fill van morir a conseqüència de l'epidèmia de pesta d'aquell any.
En col·laboració amb el seu pare, Ferrer Bassa, i del Mestre de Baltimore, va il·luminar una part del Llibre d'hores de la reina Maria de Navarra, el 1342.
Arnau Bassa és considerat com un dels més dotats entre els pintors trecentistes de l'escola de Barcelona. Ambienta les escenes amb complexes estructures arquitectòniques que comuniquen un caràcter especial a l'esquema de la majoria de passatges narratius. Aquest fet influirà en l'art de Ramon Destorrents i en la resta de pintors de la segona etapa de l'art italogòtic de l'escola de Barcelona. Un exemple d'aquesta influència relacionada amb aquest retaule és la utilització de la iconografia creada per Bassa sobre sant Marc que va fer servir Jaume Cabrera l'any 1400 en tres taules del Retaule del Salvador que es conserva al museu de Maricel de Sitges.
Va ser gràcies a la seva personalitat que, malgrat els pocs anys en què va treballar, la seva activitat resultaria decisiva per al desenvolupament de la pintura catalana durant la segona meitat del segle xiv, marcant les pautes dels seus successors fins l'arribada del corrent internacional de la mà de Lluís Borrassà.

### Estil
Aquest retaule havia d'esdevenir el referent iconogràfic més important de la capella que tenia el gremi de Sabaters a la catedral de Barcelona, amb un primer nivell de presentació d'un cicle relacionat amb l'advocació del sant, i un segon, de lectura més profunda, que donava personalitat a l'obra i mostrava els interessos específics de qui l'havia subvencionada.
Si bé l'obra recull algunes de les característiques italianes importades a Catalunya pel seu pare, comença a mostrar-se un estil pròpiament català, on els elements d'ambientació com els mobles o l'arquitectura passen a formar part de la contextualització de la història perquè aquesta s'entengui millor, convertint-se en una representació conceptual al servei de l'acció més enllà que el ser mer interès naturalista.
Segons Núria de Dalmases i Antoni José i Pitarch la seva capacitat i quotidianitat de narració serà continuada pel Mestre de Santa Coloma de Queralt en el seu retaule dels sants Joans que situen tan sols uns anys després de la mort dels Bassa. De fet, consideren que aquest mestre tarragoní fou un seguidor de l'estil d'Arnau Bassa.

### Història
El gremi de sabaters de Barcelona va ser un dels més importants i destacats en el desenvolupament de la ciutat en el període medieval, un fet manifest per la seva presència dins la seu de la ciutat. Ja hi consta que l'any 1203 tenia una capella, probablement a la zona del claustre, o del nàrtex. Entre 1298 i 1329 es produeix la primera fase de l'ampliació gòtica de la catedral de Barcelona en la qual varen participar econòmicament els sabaters. A canvi varen rebre dues indulgències entre 1300 i 1346, data en què també varen rebre l'autorització per assenyalar al mur exterior la ubicació de la seva capella, una sabata de pedra encara visible. La capella va passar a ser la primera del costat de l'Evangeli (de l'època, abans de la segona fase d'ampliació acabada el segle XV). Aquesta nova capella calia ser completada amb un retaule de qualitat encarregat al pintor més destacat de l'època.
Es desconeix la data de l'encàrrec, si bé es coneix l'autoria mitjançant un rebut de 100 sous datat l'11 de desembre de 1346, fa esment al darrer pagament del retaule de Sant Marc encarregat per a la capella que el gremi tenia a la catedral de Barcelona. Aquest document va permetre als historiadors vincular la figura de l'anònim Mestre de Sant Marc amb la d'Arnau Bassa.
L'any 1431, aprofitant l'ampliació de la catedral, els sabaters es varen traslladar a la capella del costat, on avui continua l'advocació de sant Marc. Aquesta capella, era nova i de major capacitat, fet que varen aprofitar per instal·lar, el 1443, un retaule de Bernat Martorell amb la predel·la de la Flagel·lació de Jaume Huguet.
L'obra d'Arnau Bassa que havia estat un segle a la seu de Barcelona, va ser traslladada una petita capella dedicada a Sant Marc que s'acabava de construir a Manresa, al costat del pont Vell. Allà es va mantenir fins que al començar el segle xx, més concretament el 1902, l'historiador i arquitecte Alexandre Soler i March el va recuperar per a instal·lar-ho a la Col·legiata Basílica de Santa Maria de Manresa, pocs anys més tard es va traslladar al seu museu i més tard una vegada restaurat el 1956 va tornar a instal·lar-se novament dins de la Seu manresana.

## Descripció
El retaule té una estructura de tres carrers acabats en gablet i dos muntants acabats en pinacles, situats entre les taules. No té predel·la.
Els carrers laterals contenen tres pisos d'escenes, mentre que el carrer central està format per la taula principal i està rematat per una crucifixió situada dins el gablet.

### Carrers laterals
Els carrers laterals contenen escenes de la vida de sant Marc, des de la seva formació com a apòstol fins a la seva mort com a màrtir. La majoria estan referides amb la seva relació amb Anià d'Alexandria, personatge al qual està dedicat el retaule, la seva conversió i la de la seva família.
Tot i tenir només sis taules, Arnau Bassa va aconseguir representar 12 escenes diferents. La tècnica de mostrar més d'una escena dins un únic marc ja s'havia aplicat anteriorment, si bé Bassa fa servir el color dels espais on es desenvolupa l'acció per ajudar visualment l'observador. Alterna el groc, l'ocre i el verd per diferenciar els ambients representats.
Bassa, va desplegar un programa narratiu propi materialitzat en cinc escenes que descriuen el vincle entre Marc i Anià, ja que no hi havia models iconogràfics catalans sobre la vida de sant Marc, i encara menys sobre la de sant Anià, anteriors al segle xiv. De fet, el trasllat de les restes de Marc des d'Alexandria fins a Venècia va marcar aquesta ciutat com el nucli principal de culte del sant i el lloc on es va desenvolupar la seva iconografia narrada en una vintena d'escenes reflectides en vuit cicles narratius concebuts a Venècia entre 1105 i 1346. Cap d'elles fa esment a la figura i relació amb Anià ni mostren la mort i martiri de l'evangelista, dos temes representats en el retaule de Bassa.
Carrer esquerre

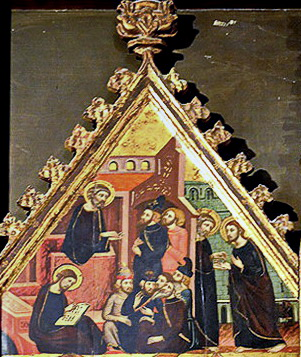

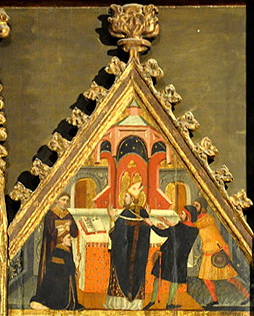

- El pis superior incorpora tres escenes dins la mateixa taula:
  - A la part superior esquerra es veu sant Pere predicant des d'un ambó la paraula de Déu a un parell de persones. Marc no va ser deixeble directe de Jesús i va rebre de sant Pere la seva formació i la base per redactar l'evangeli i, també, la missió d'anar a predicar. Aquesta és l'única escena que també forma part de la iconografia existent a Venècia. Tret d'aquesta primera, totes les altres escenes del retaule centren el seu interès a explicar només el període alexandrí de la vida del sant.
  - A baix a l'esquerra, ja apareix sant Marc escrivint l'evangeli amb un grup de persones davant seu que li estan narrant els fets dels apòstols.
  - A la dreta, en un ambient diferent, sant Pere encarrega Marc que vagi a predicar a Alexandria.

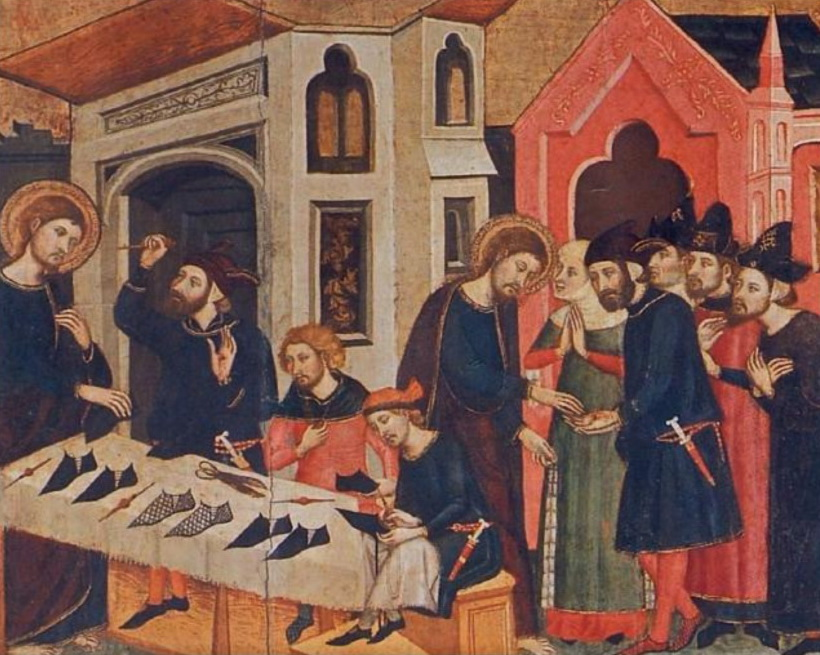

- El pis central incorpora dues escenes:
  - A l'esquerra, l'escena se situa al taller del sabater Anià situat al carrer -un fet habitual a l'edat mitjana- al barri de Racotis d'Alexandria. A Marc se li havia trencat la sandàlia i va acostar-s'hi al taller del sabater per tal que la reparessin. Quan Anià es disposa a arreglar-la, es punxa amb una alena i fa un crit de renec: "Déu és l'únic !" ( Heis ho Theos).[16] Marc, agafant una mica de fang que li aplica sobre la ferida, procedeix a curar-lo miraculosament mentre li explica la història de la figura de Jesús i el seu sacrifici per tota la humanitat.[17]
  - A la dreta, quasi com un continu, Marc està predicant els familiars d'Anià a casa seva on va ser convidat.[18]

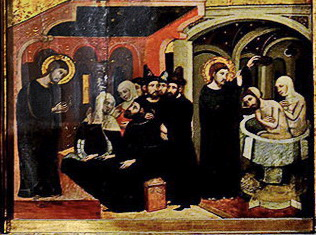

- El pis inferior, incorpora dues escenes:
  - L'escena de l'esquerra mostra Marc predicant l'evangeli a Anià i un grup d'amics i familiars. L'escena vol representar la ràpida difusió que va haver de l'evangeli i la creació de l'església copta d'Egipte.[17]
  - A la dreta es representa el baptisme d'Anià i la seva esposa. Estan nus, només amb un tocat al cap, dins una pila baptismal per rebre un bateig per immersió, una modalitat que va desaparèixer a l'església catòlica a finals del segle xiv.[19]

Carrer dret
- El pis superior incorpora només una escena que mostra Sant Marc amb la mitra episcopal oficiant missa dins una església. Davant d'ell, a l'esquerra de la imatge, hi ha dos deixebles seguint la cerimònia, un dempeus i l'altre agenollat. Des del costat dret, dos homes agafen Marc per darrere per a detenir-lo, lligant-lo amb unes cordes.

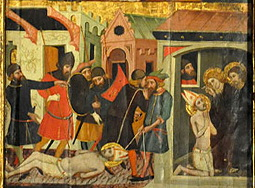

- La taula del pis central torna a mostrar dues escenes:
  - A l'esquerra, després de ser capturat, Marc es arrossegat pels carrers amb una corda al voltant del seu coll. L'evangelista està sense robes, si bé conserva la mitra sobre el seu cap tot i la violència de la situació. Aquest detall de l'artista vol ressaltar la dignitat del personatge.
  - L'escena de la dreta es desenvolupa dins la cel·la on està empresonat. Mentre un guardià el vigila des d'una finestra, Marc rep la visita de Jesús acompanyat per un àngel. El reconforten en la seva fortitud i li ofereixen la corona del martiri. Aquesta composició és una llicència artística de Bassa, ja que l'hagiografia de Marc no recull la visita de Jesús, però si la de l'àngel.[18]

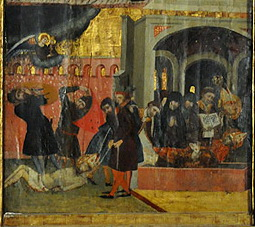

- La taula inferior, la darrera de la vida de Marc, guarda una certa similitud amb l'anterior pel que fa a la situació de les dues escenes que hi representa:
  - L'escena de l'esquerra torna a mostrar-nos Marc arrossegat pels carrers, aquest cop morint i lliurant la seva ànima a un àngel que apareix en mig d'uns núvols negres, acompanyats per trons, a jutjar per l'expressió de pànic dels soldats que observaven l'escena.
  - A la dreta es representa l'enterrament de Marc. Entre els personatges que hi són presents hi ha Anià amb els atributs episcopals.[15]